# Bongo Fury
Bongo Fury — совместный альбом Фрэнка Заппы и Капитана Бифхарта, выпущенный в 1975 году.
Концертные записи были произведены 20 и 21 мая в Armadillo World Headquarters в Остине (штат Техас), студийные треки были записаны в январе 1975 года во время сессий к альбомам One Size Fits All и Studio Tan.
С точки зрения дискографии Заппы альбом примечателен тем, что это последняя запись состава, участвовавшего в альбомах Over-Nite Sensation (1973), Apostrophe (') (1974), Roxy & Elsewhere (1974) и One Size Fits All (1975).
Наполеон Мерфи Брок спел вокальные партии в треках «Advance Romance» и «Carolina Hard-Core Ecstasy». Воссоединившийся во время тура (концертная запись которого вошла в альбом) с Фрэнком, Капитан Бифхарт спел вокальные партии во множестве треков, среди которых «Sam with the Showing Scalp Flat Top» и «Man with the Woman Head».
Также на этом альбоме впервые появляется Терри Боззио, который был барабанщиком Заппы в период между 1975 и 1978 годами.

## Список композиций
Все песни исполнены Фрэнком Заппой и Капитаном Бифхартом; автор всех композиций — Заппа, за исключением отмеченных. Это последний альбом, выпущенный под названием The Mothers of Invention.
| №  | Название                              | Автор(ы)     | Длительность |
| -- | ------------------------------------- | ------------ | ------------ |
| 1. | «Debra Kadabra»                       |              | 3:54         |
| 2. | «Carolina Hard-Core Ecstasy»          |              | 6:02         |
| 3. | «Sam with the Showing Scalp Flat Top» | Дон ван Флит | 2:50         |
| 4. | «Poofter’s Froth Wyoming Plans Ahead» |              | 3:06         |
| 5. | «200 Years Old»                       |              | 4:34         |

| №                   | Название                                                 | Автор(ы)            | Длительность |
| ------------------- | -------------------------------------------------------- | ------------------- | ------------ |
| 1.                  | «Cucamonga» (Это единственный трек, записанный в студии) |                     | 2:24         |
| 2.                  | «Advance Romance»                                        |                     | 11:20        |
| 3.                  | «Man with the Woman Head»                                | Дон ван Влиет       | 1:29         |
| 4.                  | «Muffin Man»                                             |                     | 5:37         |
| Общая длительность: | Общая длительность:                                      | Общая длительность: | 41:16        |

## Над альбомом работали
Музыканты:
- Фрэнк Заппа — вокал, гитара
- Денни Уолли — вокал, слайд-гитара
- Том Фаулер[англ.] — бас-гитара, танцор
- Терри Боззио — ударные
- Честер Томпсон[англ.] — ударные
- Капитан Бифхарт — вокал, саксофон, губная гармоника
- Джордж Дюк — клавишные, вокал
- Наполеон Мерфи Брок — саксофон, вокал
- Брюс Фаулер[англ.] — тромбон, танцор

Технический персонал:
- Майкл Брауштайн — звукоинженер
- Фрэнк Хьюбач — звукоинженер
- Келли Котера — звукоинженер
- Керри Макнабб — звукоинженер
- Дэйви Мур — звукоинженер
- Кэл Шенкель[англ.] — дизайнер
- Джон Уильямс — фотограф (фото для обложки)
- Боб Стоун — звукоинженер
- Майк Стоун[англ.] — звукоинженер

## Позиции в хит-парадах
Еженедельные чарты:
| Год  | Хит-парад                                  | Высшая позиция | Пребывание в чарте |
| ---- | ------------------------------------------ | -------------- | ------------------ |
| 1975 | Нидерланды (Nationale Hitparade LP Top 20) | 16             | 1 неделя           |
| 1975 | Норвегия (VG-lista)                        | 11             | 3 недели           |
| 1975 | США (Billboard Top LPs & Tape)             | 66             | 8 недель           |
| 1975 | Швеция (Topplistan)                        | 37             | 1 неделя           |